# Bairiki National Stadium

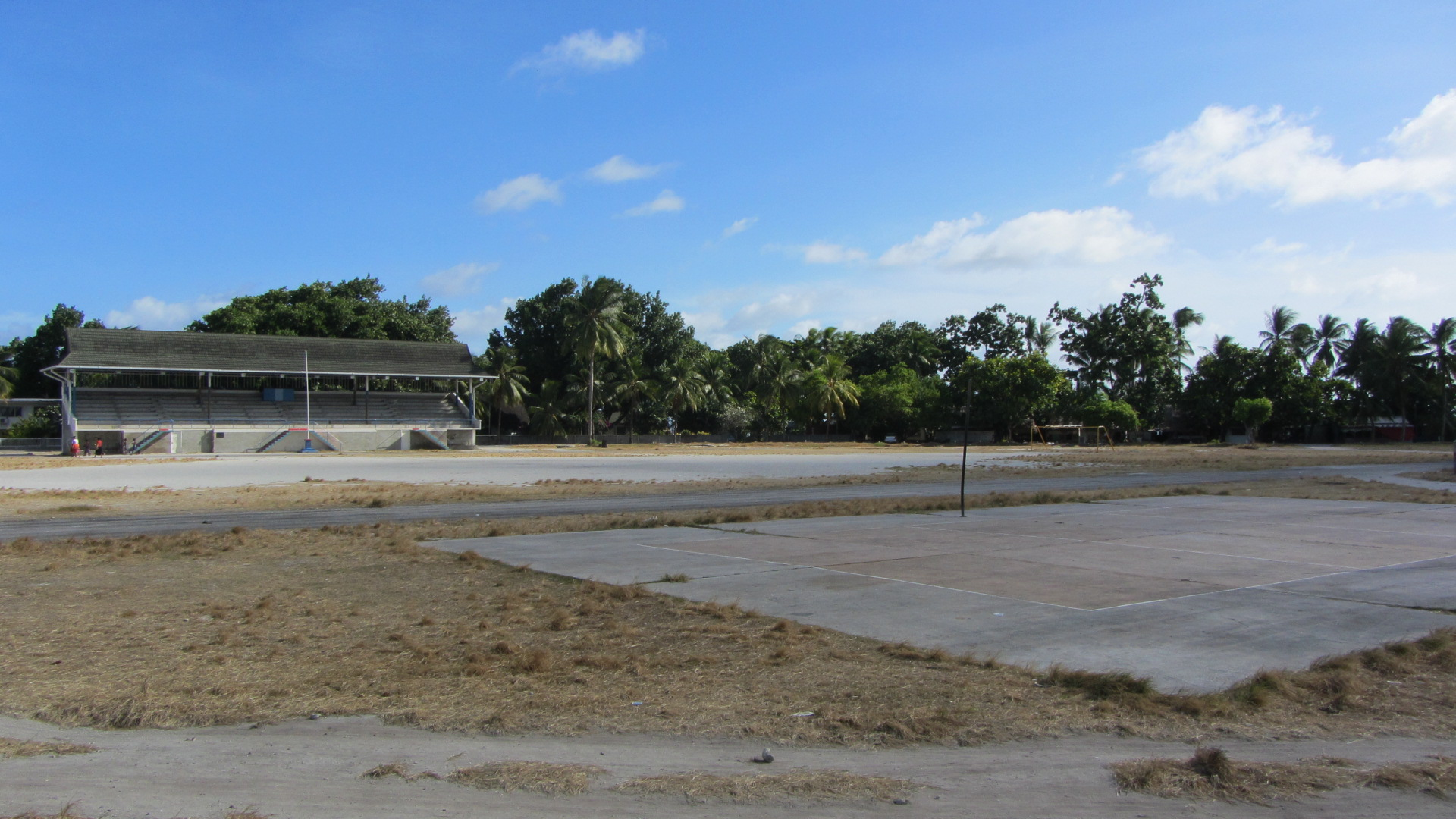
Bairiki National Stadium

Bairiki National Stadium is gelokaliseerd in Bairiki, Kiribati. Het gebouw fungeert als het nationale stadion en de thuisbasis voor het Kiribatisch voetbalelftal. Het stadion heeft een capaciteit van zo'n 2,500 personen.